# İsmail Erez
Pour les articles homonymes, voir Erez.
İsmail Erez, né le 28 septembre 1919 à Constantinople et mort assassiné le 24 octobre 1975 à Paris, est un diplomate turc.
Nommé ambassadeur en France en 1974, après avoir été ambassadeur en Tchécoslovaquie, au Liban puis en Italie, il est abattu, le 24 octobre 1975, avec son chauffeur Talip Yener, par des terroristes arméniens à l'angle du pont de Bir-Hakeim et de l'avenue du Président-Kennedy,, deux jours après le meurtre, par le même groupe terroriste, de Daniş Tunalıgil (en), ambassadeur à Vienne. En moins d'un an comme ambassadeur à Paris, il multiplia « les contacts, non seulement avec les diplomates, mais avec les hommes d'affaires, les industriels, les journalistes », et obtint que le ministre français des Affaires étrangères, Jean Sauvagnargues, visite la Turquie (visite effectuée deux semaines après l'assassinat d'İsmail Erez).